# Cuchilla Grande
Cuchilla Grande – pasmo wzgórz granitowych we wschodnim Urugwaju. Rozciąga się na około 350 km od granicy urugwajsko-brazylijskiej w departamencie Cerro Largo w kierunku najpierw południowo-wschodnim, dalej południowym, przechodząc głównie przez departamenty Treinta y Tres oraz Lavalleja i kończąc się w departamentach Maladonado i Rocha w pobliżu wybrzeży Atlantyku.
Przeciętna wysokość wzgórz w paśmie nie przekracza 180 m n.p.m. Największa jest w departamencie Maldonado, gdzie znajduje się najwyższy szczyt, Catedral o wysokości 513,66 m n.p.m.
Pasmo stanowi dział wód pomiędzy zlewiskami rzeki Río Negro i laguny Mirim.
Od pasma Cuchilla Grande odchodzą w kierunku zachodnim dwie odnogi pasm niższych wzgórz:
- Cuchilla Grande Inferior
- Cuchilla Grande del Durazno.

Ponadto w skład Cuchilla Grande wchodzą mniejsze pasma:
- Cuchilla de Mansavillagra
- Sierra Carapé(inne języki)
- Sierra Aceguá
- Sierra de las Ánimas
- Cuchilla de Cerro Largo(inne języki)
- Cuchilla de Mangrullo(inne języki)